# Convegno di Ivrea
Il Convegno di Ivrea è stata una manifestazione tenutasi nella città italiana di Ivrea dal 10 al 12 giugno 1967, che segnò un importante momento di confronto tra i maggiori artisti del Teatro di Ricerca in Italia.

## Nascita del Convegno
L'invito di partecipazione al convegno trovò la sua diffusione all'interno del manifesto Per un convegno sul Nuovo Teatro pubblicato dal saggista Franco Quadri all'interno della rivista Sipario del 1966. Nella prima parte del manifesto prendeva piede la questione di come in Italia una serie di fattori, come lo scarso interesse pubblico alla vita teatrale e l'intromissione della burocrazia politica nei teatri pubblici, abbiano largamente distaccato il teatro e la società. Nella seconda parte del manifesto venivano delineati i punti fondamentali di un ipotetico programma di discussione per il futuro convegno, e veniva chiarito come la volontà della nascita di questa manifestazione non volesse costituire un gruppo di potere ma, al contrario, di suscitare e valorizzare nuove tendenze del teatro. Le tre giornate del convegno erano dedicate ognuno ad una tematica descritta negli "Elementi di discussione", cui seguivano dimostrazioni pratiche di lavoro e proposte di spettacoli per la sera.

### Prima giornata (10 giugno 1967)
Il convegno si aprì con la lettura degli Elementi di discussione, curati da Edoardo Fadini, che ricoprì anche la carica di presidente del convegno. La tematica affrontata nella prima giornata fu "Teatro Laboratorio e Teatro Collettivo", l'attore Carmelo Bene intervenne in veste di relatore. Per la sera erano in programma gli esercizi di interpretazione del regista Eugenio Barba, con il gruppo di attori dell'Odin Teatret.

### Seconda giornata (11 giugno 1967)
La tematica della seconda giornata riguardava la questione del linguaggio e della modalità di acquisizione di materiali scenici nuovi. Intervennero in veste di relatori Edoardo Fadini, Achille Mango e Dario Fo. Successivamente vi fu una presentazione dimostrativa del lavoro del Teatro dei 101 di Antonio Calenda ed in serata fu messo in scena Amleto dalla Compagnia De Berardinis.

### Terza giornata (12 giugno 1967)
Nella terza giornata i relatori si soffermarono sulla piega presa dal convegno, più che sull'ordine del giorno. La discussione riguardò l'acquisizione di un pubblico nuovo attraverso nuove strutture organizzative. Alla fine del convegno, agli occhi di tutti il Nuovo Teatro si prospettava come un teatro politico.